# 8086 Петертомас
8086 Петертомас (8086 Peterthomas) — астероїд головного поясу, відкритий 1 вересня 1989 року.
Тіссеранів параметр щодо Юпітера — 2,983.